# Castelleone (Deruta)
Castelleone (Castellìone in dialetto perugino) è una frazione di Deruta (PG). Il paese è situato su di un colle (398 m s.l.m.) che sovrasta la valle del Tevere e che offre ai visitatori un vasto panorama dell'Umbria centrale. I residenti sono 78.

## Storia

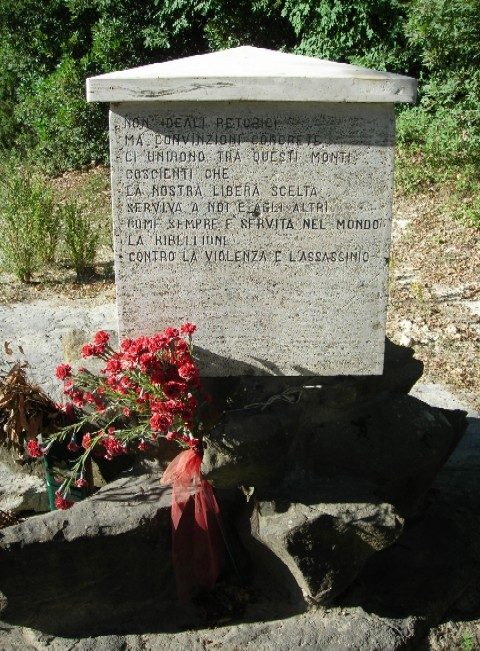
Cippo commemorativo alla Brigata "Leoni", sul monte dei Cinque Cerri.

Il paese, cresciuto esternamente all'omonimo castello fortificato (XII - XV - XVI - XIX sec.), è oggi meta turistica, con il suo borgo medioevale e le caratteristiche abitazioni in pietra.
Le fortificazioni risalgono al XII - XIII secolo, quando le mura vennero innalzate dai perugini in guerra contro Todi. Anticamente, tutto il percorso del borgo era affrescato con numerosi soggetti votivi. Ad oggi, rimangono visibili solo tre: una Madonna con Bambino, San Francesco con Donatore e un Matrimonio mistico di Santa Caterina.
La chiesa di San Donato è stata un priorato camaldolese dipendente dal grande monastero di Sansepolcro dal XIII al XVI secolo
Fuori dalle mura, lungo la strada che unisce il paese a Deruta, è ancora visibile un rudere di una vecchia chiesa dedicata a S. Martino, edificata da Alessandro Pascoli, fratello del più celebre Lione Pascoli, nel 1731. La particolarità della costruzione, secondo alcuni studi, è data dal fatto che vi era un altro edificio contiguo opera niente meno che di Luigi Vanvitelli o comunque di un suo allievo.
Castelleone fu la base operativa della brigata partigiana "Leoni", famosa per il suo comandante, il giovanissimo Mario Grecchi, medaglia d'oro della Resistenza. Ogni 25 aprile le massime autorità del paese depongono una corona d'alloro sul cippo commemorativo.

## Economia e manifestazioni
La festa paesana, denominata di Pasquarosa, avviene in due settimane estive, solitamente le prime di luglio e limitatamente agli ultimi giorni della settimana. La festa è dedicata al santo patrono di Castelleone, San Donato.

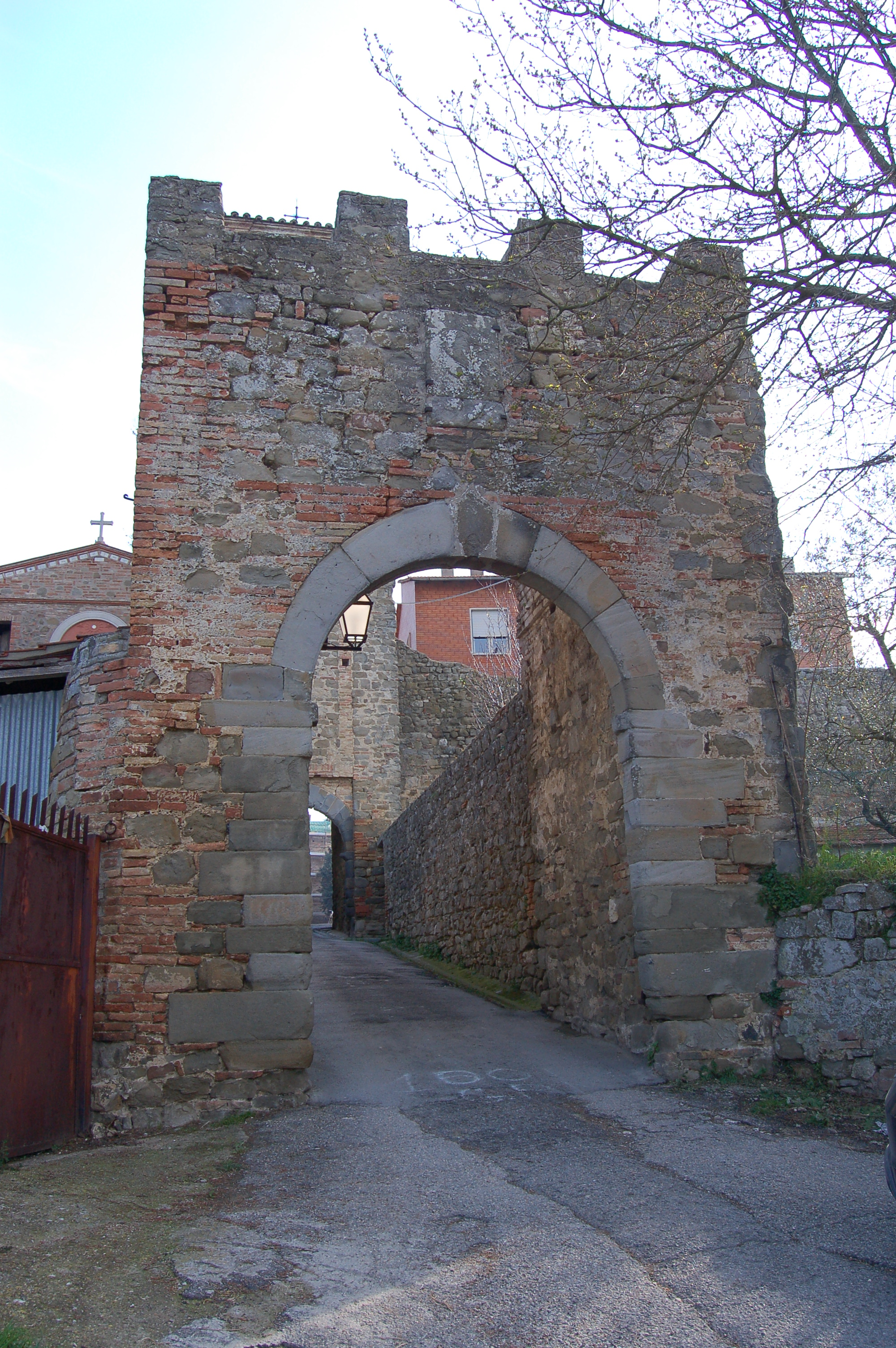
Una delle porte del paese di Castelleone.

Un'altra tradizione del paese è la festa dell'olio, consistente in una serata (agli inizi di dicembre) all'insegna della degustazione olearia, con pasta e bruschetta.

### Curiosità
L'importanza dell'olio e dei suoi benefici aveva attirato nel paese numerose personalità; celebre l'assidua presenza di Gabriele D'Annunzio, vate d'Italia nonché cultore del liquido dorato, tanto da cantarne i privilegi in una sua indimenticabile lode per l'olio della famiglia Del Buon Tromboni (eredi Albertario Evangelina e Cotti Fiammetta).
Fu inoltre luogo di nascita di Napoleone Comitoli, giurista della Sacra Rota e vescovo più longevo di Perugia.
Reperti archeologici rinvenuti alla fine del diciannovesimo secolo, dimostrano l'esistenza nelle sue immediate vicinanze di insediamenti dell'epoca eneolitica, la cosiddetta Perugia Vecchia, situata a circa 650 m s.l.m., sul territorio più alto del comune di Deruta, rinomato per il panorama.
La vita del castello procede per gran parte del Settecento, alternandosi per successione ereditaria, nel possesso dei principali edifici del luogo, Nobili famiglie quali i Crispolti, i Della Penna, i Del Buon Tromboni.
Appena varcato l'arco del castello in via della libertà, sul Palazzo Conti Del Buon Tromboni, poi Albertario Evangelina e Cotti Fiammetta, è visibile lo stemma della famiglia nobiliare.
|  |
|  |
|  |

## Monumenti e luoghi d'arte
- Castello di Castelleone (XII-XV-XVI-XIX sec.), di proprietà dei conti Morsiani, recentemente oggetto di restauri conservativi di consolidamento strutturale e di recupero artistico. Il Castello, con le sue tre torri e le mura in pietra risalenti al XII sec., domina la Media Valle del Tevere in territorio di Deruta. Nel maniero sono rappresentate tre epoche: quella Alto Medioevale (XII sec.), quella Rinascimentale (XV-XVI sec.) e quella Neo-Gotica (XIX sec.). Gli affreschi del piano nobile e delle torri e gli arredi di notevole importanza storico-artistica testimoniano le origini feudali e nobiliari del complesso.
- Chiesa di San Martino (1731)
- Chiesa di San Donato
- Chiesa di Santa Maria di Roncione (XI secolo)
- Monte dei Cinque Cerri

## Sport
- Trekking
- Mountain bike